# 森林法則
叢林法則（The Law of the Jungle）或稱叢林的法則、森林法則、弱肉強食，是自然界的普遍規律。在自然界中，由於生存競爭，消滅其他競爭者以求得生存，是一個自然過程（雖然生物之間也有少數互利共生的情況，但生存競爭是主要現象）。
這個詞語有另一個含義，在西方常被用於描述人類社會中所有人自私自利，靠暴力或商業競爭贏過其他人，不在乎法治和公平，競爭力較差的人就被淘汰。
1894年，英國作家魯德亞德·吉卜林在他描寫印度叢林的兒童故事《叢林奇譚》中提及過叢林法則。在當時，某一些信仰種族主義、帝國主義、殖民主義、軍國主義、法西斯主義等的人物，視叢林法則為天條，應用到社會哲學、人類學、優生學、政治學、經濟學、投資學等多方面去，例如社會達爾文主義等。
由於叢林法則具有不少有助於戲劇的元素，因此有不少電影編劇也引入到其劇情中來，例如《三体II：黑暗森林》、《黑社會》等。

## 相關
- 竞争 (生物学)
- 捕食
- 公義
- 人道
- 仁愛
- 弱勢社群
- 人道毀滅
- 適者生存
- 毒氣室
- 殺校